# Camponotus consanguineus
Camponotus consanguineus é uma espécie de inseto do gênero Camponotus, pertencente à família Formicidae.